# Structure from Motion
Structure from Motion (SfM) ist eine Methode, 3D Informationen durch die Überlappung zeitversetzter Bilder zu gewinnen, wobei die Parallaxe ausgenutzt wird. Im Gegensatz zur herkömmlichen Photogrammetrie müssen zuvor jedoch keine Zielobjekte angegeben werden, deren 3D-Position bekannt ist.